# La Clisse
La Clisse település Franciaországban, Charente-Maritime megyében. Lakosainak száma 744 fő (2022. január 1.). La Clisse Corme-Royal, Luchat, Nieul-lès-Saintes és Pessines községekkel határos.

## Népesség
A település népességének változása:
| Lakosok száma | 261  | 323  | 368  | 518  | 603  | 650  | 691  | 713  | 714  | 744  |
|               | 1968 | 1982 | 1990 | 2006 | 2013 | 2015 | 2017 | 2019 | 2020 | 2022 |